# The Highwayman
The Highwayman é um filme policial estadunidense dirigido por Lesley Selander e lançado em 1951. Foi baseado no poema homônimo de Alfred Noyes.